# 西紐京
51°29′49″N 32°36′40″E / 51.49694°N 32.61111°E
西紐京（烏克蘭語：Синютин），是烏克蘭北部的村莊，隸屬切爾尼希夫州的科留基夫卡區。該村始建於1600年，面積0.63平方公里，海拔高度118米，2001年人口167，人口密度每平方公里265.1人。